# Orde van de Gulden Spoor
De Orde van de Gulden Spoor (Italiaans: Ordine dello Speron d'Oro, Frans: Ordre de l'Éperon d'or), officieel ook bekend als de Orde van de Gouden Militie (Latijn: Ordo Militia Aurata, Italiaans: Milizia Aurata) was, en is nog steeds, een pauselijke ridderorde.
Als soeverein vorst van de staat Vaticaanstad en op grond van zijn positie als hoofd van de Rooms-Katholieke Kerk heeft de bisschop van Rome het recht om een ridderorde te stichten.
Wolfgang Amadeus Mozart mocht in 1770 te Rome deze orde van paus Clemens XIV ontvangen.
Bekende ridders in deze orde zijn ook Giacomo Girolamo Casanova, de componisten Gluck en de schilder Anton Raphael Mengs.
De orde werd zo vaak verleend, vaak ook aan kunstenaars die, als lieden die met hun handen werkten, in de ogen van de 18e-eeuwse adel niet bepaald in aanzien stonden, dat het prestige van deze orde zeer gering was.
Na de hervormingen in de 19e en vroege 20e eeuw werd de ooit verguisde ridderorde juist een van de meest aanzienlijke, zelden verleende, pauselijke onderscheidingen.

## Ridders van de Gulden Spoor
Ridders van de Gulden Spoor werden in de middeleeuwen vermeld. Deze geprivilegieerde ridders droegen gouden sporen en met goud versierde wapenuitrustingen. Men vond ze in diverse Europese landen. Het dragen van vergulde sporen was op zich niet uitzonderlijk, veel edellieden hadden hun sporen, bij uitstek een symbool van hun ridderschap en adeldom, laten vergulden zodat het onderscheid niet gemakkelijk kon worden gemaakt tussen een ridder van de Gulden Spoor en een "gewone" ridder.
Behalve de door de paus aangewezen ridders werden in Hongarije sinds het begin van de 14e eeuw ridders van de Gulden Spoor gecreëerd bij de kroningen van de koning van Hongarije. Het ritueel stamt uit de periode dat het huis Anjou over Hongarije regeerde maar de oudste teboekgestelde ridderslagen vonden in 1608 plaats toen Matthias II werd gekroond. De ridderslag voor een groep Ridders van de Gulden Spoor vond op 30 december 1916 voor het laatst plaats bij de kroning van keizer Karel I van Oostenrijk tot Karel IV van Hongarije. De nieuwe apostolisch koning had 51 officieren en vaandrigs van het Oostenrijks-Hongaarse leger laten voordragen voor deze eer. De helft van hen stamde uit de oude Hongaarse adel. Alle voorgedragen ridders hadden in de op dat moment woedende Eerste Wereldoorlog aan het front gevochten en een aantal was invalide geraakt.
- Zie het artikel Ridder van de Gulden Spoor.

## De geschiedenis van de orde

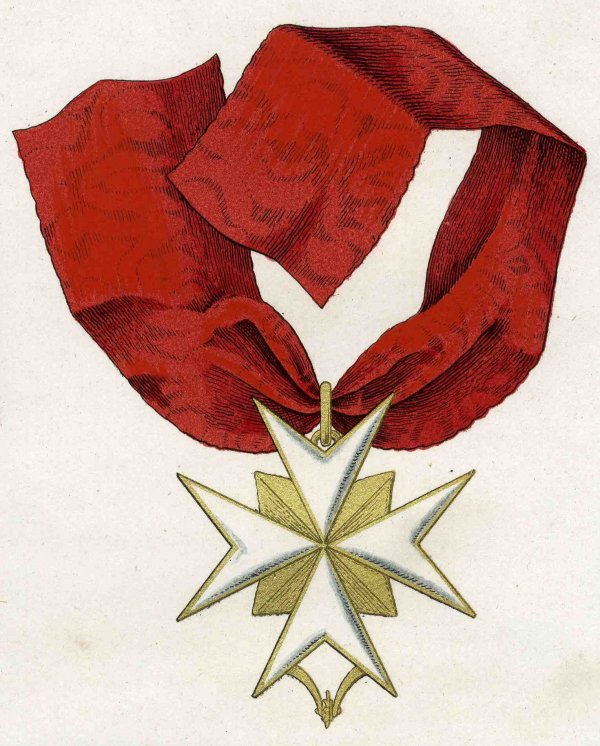
19e-eeuwse Orde van de Gouden Spoor aan een lint om de hals

De Orde van de Gulden Spoor (Latijn: "Ordo Militia Aurata" en Italiaans: "Ordine dello Speron d'Oro") is volgens de legende al in 332 door paus Silvester I opgericht als voortzetting van de Gulden Militie van de Romeinse keizer Constantijn de Grote. In de middeleeuwen werd het ridderschap van de Gulden Spoor zowel door de pausen als door de keizers van het Heilige Roomse Rijk van de Duitse Natie verleend, daarbij werden de niet adellijk geboren gedecoreerden ook in de adelstand opgenomen en mochten zij zich tooien met de persoonlijke, niet erfelijke, titel van paltsgraaf. De oudste bewezen verlening is niet erg oud; de Saksische edelman Hildebrand von Einsiedel (1427-1461), Herr auf Gnandstein was een ridder. De Pausen gingen niet erg zorgvuldig met ridderorden om en het heeft tot in de 19e eeuw geduurd voordat er een goed georganiseerd Vaticaans decoratiestelsel ontstond.
Paus Pius IV stichtte in 1560 de Orde van de Piusridders, ook al "Militia Aurata" genoemd, waarvan de leden allen de erfelijke adel verkregen. Zo waren er in 1560 niet minder dan drie verschillende Militiæ Aurata want ook de ridders van de Constantinische Orde worden zo genoemd.
Om het door al te veelvuldige en soms ook onwaardige verleningen gedaalde aanzien van de Orde van de Gulden Spoor te herstellen, hervormde paus Gregorius XVI (1831-1846) de oude orde in 1841 tot de "Orde van Sint-Silvester en van de Gulden Militie". Hij bepaalde dat deze orde voortaan alleen nog door de paus verleend mocht worden. De pausen verleenden de onderscheiding aan katholieken voor culturele, wetenschappelijke, militaire en bestuurlijke verdiensten.
Paus Pius X maakt in 1905 de Orde van de Gulden Spoor weer los uit de Orde van Sint-Silvester.
De paus herstelde de oude Orde van de Gulden Spoor en de gouden ridderspoor en de titel "Militia Aurarta" (gouden ridderschap) verdwenen uit de Orde van Sint-Sylvester. Ook de ordeketen van de Orde van Sint-Silvester werd afgeschaft, deze is nu het versiersel van de Ridders van de Gulden Spoor.
De Orde van de Gulden Spoor is sindsdien, na de Orde van Christus, de hoogste onderscheiding die de katholieke kerk uitreikt. Het aantal ridders is beperkt tot 100.
Paus Paulus VI bepaalde in 1966 dat deze orde alleen door de paus persoonlijk verleend wordt aan christelijke vorsten en staatshoofden. Johannes Paulus II heeft op deze regel een uitzondering gemaakt voor de islamitische koning Hoessein van Jordanië.

## De versierselen van de orde

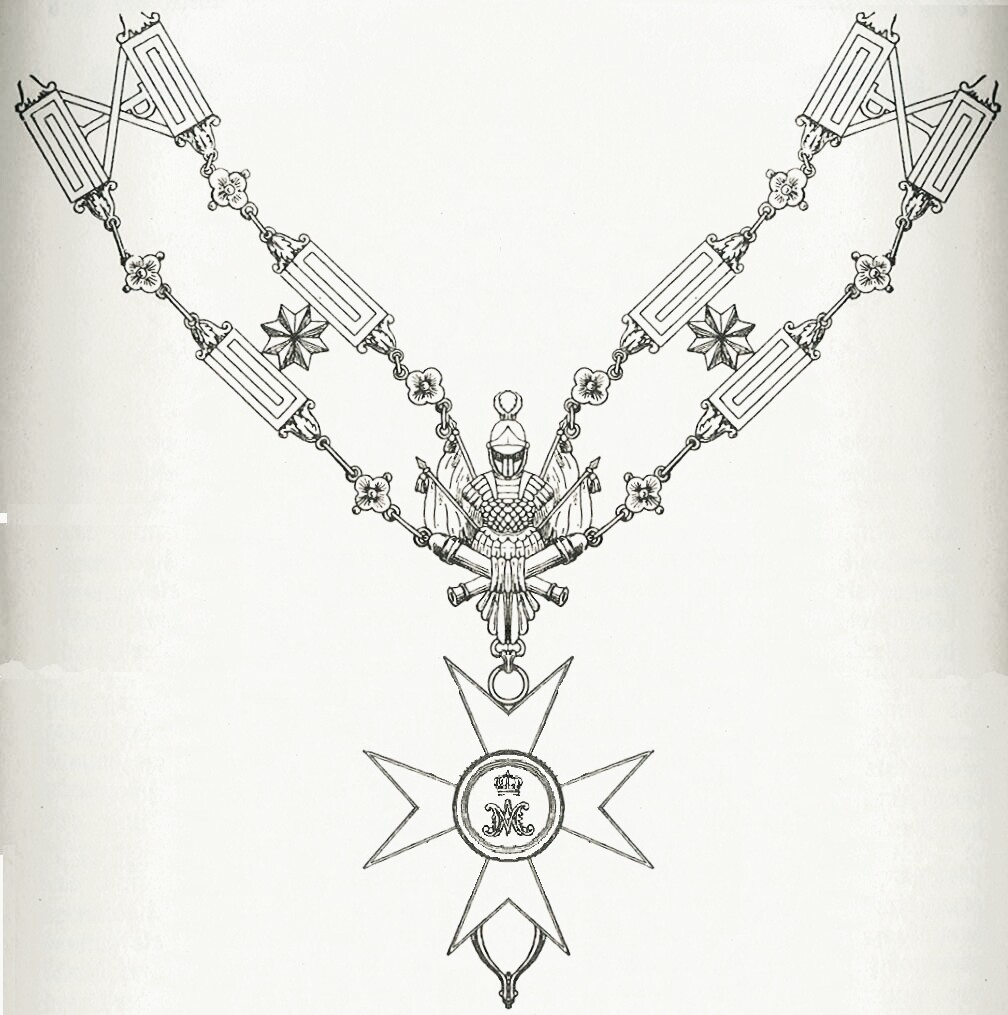
Keten zoals die er sinds 1905 uitziet

Het kleinood of ordekruis van de Orde van de Gulden Spoor bestaat tegenwoordig uit een gouden achtpuntig kruis van Malta, met een gouden spoor tussen de punten van de onderste arm van het kruis, hangend aan een gouden trofee. In het centrum van het kruis bevindt zich een rond, wit geëmailleerd medaillon met de gekroonde initiaal "M" omringd door een gouden rand in de vorm van een dubbele gouden ring. Aan de achterzijde van dit medaillon staat het jaartal MDCCCCV met op de ring de tekst "PIUS X RESTITUIT" (Latijn: Door Pius X hersteld).

Het ordekruis wordt aan een gouden keten of aan een rood lint met witte boord om de hals gedragen.
Deze ordeketen is een voortbrengsel van de 19e eeuw en zij werd ten tijde van de vereniging van de beide orden ontworpen.Tussen gouden gespen zijn afwisselend monogrammen "XP", dat kan staan voor de Griekse beginletters van de naam Christus maar ook voor de pauselijke stichter, en achtpuntige gouden sterren geplaatst. De schakels zijn met gouden kettinkjes, waarin ook ronde gouden schakels met een versiering zijn geplaatst om de keten meer volume te geven, met elkaar verbonden.
De achtpuntige ster is van zilver en daarop is het gouden kleinood gelegd. Men draagt de ster op de linkerborst.
Paus Gregorius XVI reorganiseerde de zeer in diskrediet geraakte Orde van de Gulden Spoor en paste de gulden spoor en de titel "Militia Aurata" toe in de insignia van de in 1841 ingestelde Orde van Sint-Sylvester die oorspronkelijk "Ordo Sanctus Silvestris Papae e Militia Aurarta" heette. De versierselen van deze ridderorde droegen onder de onderste arm van het kruis een gouden ridderspoor.

De Paus verleent de orde "Motu proprio" oftewel "met eigen hand" wat betekent dat hij de ridders zelf uitzoekt en niet op voordrachten afgaat. 

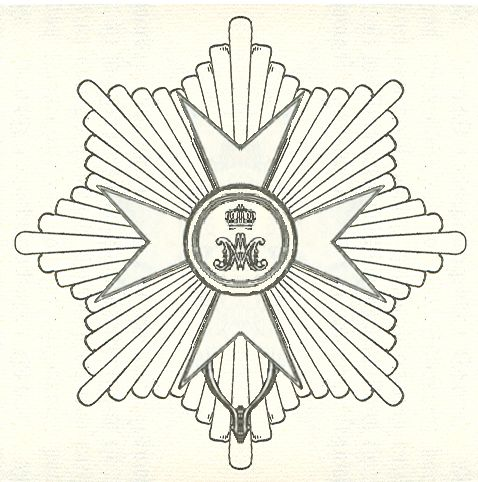
Ster zoals die er sinds 1905 uitziet

De orde wordt dan ook niet door de diocesane bisschoppen gebruikt als deel van het kerkelijke decoratiestelsel zoals dat bij de Orde van Sint-Silvester en de Orde van Sint-Gregorius de Grote het geval is. De maximale omvang van de orde, het aantal van 100 ridders zoals dat in 1905 werd vastgelegd werd nooit bereikt. In 1954 waren er tien ridders en de orde is altijd zo klein van omvang gebleven. Meestal wordt zij bij bijzondere gelegenheden, een concordaat of een ambtsjubileum van een katholiek vorst verleend.
Met de dood van groothertog Jan van Luxemburg in 2019, de laatst levende ridder, is de Orde van de Gulden Spoor een zogenoemde "slapende" orde geworden. Het is afwachten of er in de toekomst nog mensen zullen opgenomen worden in de orde.
De orde werd nog niet aan een dame verleend, de statuten voorzien daarin ook niet. Omdat de pausen absolute heersers zijn kunnen zij naar eigen inzicht handelen en de bepalingen van de nu meer dan een eeuw geleden opgestelde statuten naar eigen inzicht interpreteren, amenderen of negeren.

## Een keuze uit de Ridders

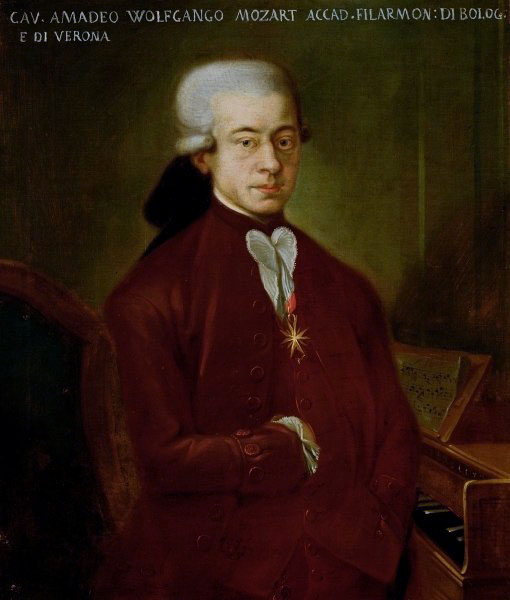
De 21-jarige Mozart met zijn ridderorde in het knoopsgat

Er zijn in de loop der eeuwen vele honderden ridders geweest, wij noemen Titiaan 1533, Orlando di Lasso 1574, Christoph Willibald Gluck 1755, Anton Raphael Mengs 1760, Giacomo Casanova 1761, Wolfgang Amadeus Mozart 1770, Francesco Morlacchi 1812, Carl Ditters von Dittersdorf, Antonio Canova, Niccolò Paganini, Franz Liszt en Frederik IX van Denemarken.
In 1956 verleende Paus Pius XII de orde aan Konrad Adenauer. In september 1963 werd hem ook de hogere Christusorde verleend.

## Privileges
De ridders mochten zich "Ridders van de Spoor" noemen en werden door de pausen als "Sacri Palatii Comités et Equites aurati" aangesproken. Het voorrecht om te paard een kerk binnen te gaan en in de kerk een zwaard te dragen, als verdediger van de kerk, delen zij als voorrecht met de Ridders van Malta en de ridders van de  Orde van het Heilig Graf. Dit voorrecht werd nooit ingetrokken.
Mozart heeft zich nooit Ritter von Mozart genoemd. Wel stond hij, als keizerlijk-koninklijk hofkamermuziekcomponist, in de hofboekhouding te Wenen als 'Wolfgang von Mozart' geregistreerd. En in al zijn handtekeningen - Wolfgang Amadé Mozart' - blijkt de sierlijke krul aan het einde ervan de afkorting 'cav' te zijn, afkorting van cavaliere, ridder. In schertsbrieven noemt Mozart  zich wel "Ritter von Sauschwanz" en "Ihr Edler von Sauschwanz S.V.
P.T." wat als een spotternij met zijn ridderorde en zijn aanspraak op adeldom gelezen kan worden. De componist Christoph Willibald Gluck gebruikte het hem toekomende predicaat wel steeds.
De term "paltsgraaf", een rang in de Pauselijke huishouding, werd soms verward met die van een graaf in de Europese adel. Er zijn gevallen bekend van ridders die meenden dat zij tot de stand der graven behoorden wat door de laatsten en door de adel in het algemeen niet werd erkend.
Casanova was bijzonder trots op zijn orde en liet deze met diamanten versieren. Hij heeft als een niet tot de stand der Venetiaanse patriciërs behorend Venetiaans onderdaan geen gebruik gemaakt van een adelstitel. Zijn veel gebruikte "titel", Chevalier de Seingalt, wordt door hemzelf uitgelegd als een vrijheid die hij zich veroorloofde omdat 'onze naam alleen ons eigen bezit is en het alfabet van iedereen is".
Nadat een vriend Casanova erop gewezen had dat hij zich met de Orde van de Gulden Spoor in zijn knoopsgat in de ogen van serieuze mensen belachelijk maakte heeft hij de versierselen nooit meer gedragen.
Orde van de Gulden Spoor ·
Orde van Sint-Cecilia ·
Orde van Christus ·
Orde van Sint-Gregorius de Grote ·
Orde van het Heilig Graf ·
Orde van Sint-Johannes de Doper ·
Orde van Malta ·
Orde van Verdienste "Pro Merito Militensi" ·
Orde van de Moor ·
Orde van Pius ·
Piusridders ·
Silvesterorde ·
Orde van Sint-Silvester en de Militia Aurarta ·
Gouden Roos ·
Pro Ecclesia et Pontifice ·
Bene Merenti ·
Medaille Pro Petri Sede ·
Medaille Fidei et Virtuti
Zie ook: Ridderorden van het Vaticaan